# Condensazione benzoinica
La condensazione benzoinica è una reazione di condensazione tra due aldeidi aromatiche, in particolare benzaldeide. La reazione è catalizzata da un nucleofilo quale l'anione cianuro o un carbene N-eterociclico. Il prodotto della reazione è rappresentato da una aciloina aromatica chiamata benzoino. Una versione precedente della reazione fu sviluppata nel 1832 da Justus von Liebig e Friedrich Wöhler durante la loro ricerca sull'olio di mandorla amara. La versione catalitica della reazione fu sviluppata da Nikolaj Zinin nel tardo 1830,  e il meccanismo di reazione per questa reazione organica fu proposto nel 1903 da Arthur Lapworth.

## Meccanismo di reazione

Meccanismo della condensazione benzoinica: in (i) e in (ii) avviene il trasferimento di un protone.

Nel primo stadio di questa reazione, l'anione cianuro (dal cianuro di sodio) reagisce con l'aldeide dando una addizione nucleofila. Il riarrangiamento dell'intermedio produce l'inversione di polarità del gruppo carbonilico, il quale successivamente si addiziona al secondo gruppo carbonilico in una seconda addizione nucleofila. Il trasferimento di un [[]]protone e l'eliminazione dello ione cianuro porta alla formazione del benzoino come prodotto finale. Questa è una reazione reversibile. 
Lo ione cianuro ha tre differenti scopi nel corso di questa reazione. Esso agisce da nucleofilo, favorisce l'estrazione di un protone, ed è anche il gruppo uscente nello stadio finale. La condensazione benzoinica è in effetti una dimerizzazione e non una condensazione poiché non viene rilasciata nessuna piccola molecola come l'acqua in questa reazione. Per questa ragione la reazione è anche chiamata addizione benzoinica. In questa reazione, le due aldeidi svolgono ruoli differenti; un'aldeide dona un protone e l'altra si comporta da accettore del protone. La 4-dimetilamminobenzaldeide è un efficiente donatore di protone mentre la benzaldeide è sia un accettore di protone che un donatore. In questo modo è possibile sintetizzare benzoini misti, vale a dire prodotti che presentano gruppi differenti in ciascuna metà.

## Applicazioni
La reazione può essere estesa ad aldeidi alifatiche con catalisi basica in presenza di sali di tiazolio; il meccanismo di reazione è essenzialmente lo stesso. Questi composti sono importanti nella sintesi dei composti eterociclici. L'addizione è possibile anche con enoni; per esempio il metilvinilchetone è un reagente nella reazione di Stetter.
In biochimica, il coenzima tiamina è responsabile della biosintesi di composti aciloinici. Questo coenzima contiene anche una porzione di tiazolio, che in seguito a deprotonazione diviene un carbene nucleofilo. 
In uno studio, un carbene N-eterociclico appositamente progettato è stato dimostrato essere in grado di facilitare una condensazione benzoinica intramolecolare.

Una condensazione benzoinica intramolecolare.

Questa scoperta è stata confermata in un altro studio con un carbene N-eterociclico leggermente modificato utilizzando DBU come base a posto del potassio ter-butossido.

Una seconda condensazione benzoinica intramolecolare.